# Granite Falls (Carolina del Nord)
Granite Falls és una població dels Estats Units a l'estat de Carolina del Nord. Segons el cens del 2000 tenia 4.612 habitants.

## Demografia
Segons el cens del 2000, Granite Falls tenia 4.612 habitants, 1.758 habitatges i 1.211 famílies. La densitat de població era de 417 habitants per km².
Dels 1.758 habitatges en un 33,9% hi vivien nens de menys de 18 anys, en un 52,3% hi vivien parelles casades, en un 12,9% dones solteres, i en un 31,1% no eren unitats familiars. En el 25,4% dels habitatges hi vivien persones soles l'11,8% de les quals corresponia a persones de 65 anys o més que vivien soles. El nombre mitjà de persones vivint en cada habitatge era de 2,53 i el nombre mitjà de persones que vivien en cada família era de 3,01.
Per edats la població es repartia de la següent manera: un 24,4% tenia menys de 18 anys, un 8,8% entre 18 i 24, un 31,1% entre 25 i 44, un 20,7% de 45 a 60 i un 15% 65 anys o més.
L'edat mediana era de 36 anys. Per cada 100 dones de 18 o més anys hi havia 84,9 homes.
La renda mediana per habitatge era de 38.596 $ i la renda mediana per família de 47.064 $. Els homes tenien una renda mediana de 28.309 $ mentre que les dones 21.374 $. La renda per capita de la població era de 17.750 $. Entorn del 5,7% de les famílies i el 8,2% de la població estaven per davall del llindar de pobresa.

## Poblacions més properes
El següent diagrama mostra les poblacions més properes.